# Victor Nessmann
Victor Édouard Nessmann (n. 17 septembrie 1900, Strasbourg, Imperiul German – d. 5 ianuarie 1944, Limoges, Franța) a fost un medic francez și luptător de rezistență. În 1924, a fost primul medic care s-a alăturat lui Albert Schweitzer la Lambaréné⁠(d) din Gabon. În timpul celui de-al Doilea Război Mondial, a condus armata secretă în sectorul Sarlat (Dordogne). Arestat de Gestapo, el a murit în urma torturii suferite.